# Seni Antara
Seni Antara is een bestuurslaag in het regentschap Bener Meriah van de provincie Atjeh, Indonesië. Seni Antara telt 920 inwoners (volkstelling 2010).